# Радомский уезд
Радомский уезд — административная единица в составе Радомской губернии Российской империи, существовавшая c 1837 по 1919 год. Административный центр — город Радом.

## История
Уезд образован в 1837 году в составе Сандомирской губернии. В 1844 году уезд вошёл в состав Радомской губернии Российской империи.
В 1919 году преобразован в Радомский повят Келецкого воеводства Польши.

## Население
По переписи 1897 года население уезда составляло 146 779 человек, в том числе в городе Радом — 29 896 человек.

### Национальный состав
Национальный состав по переписи 1897 года:
- поляки — 118 761 человек (80,9 %),
- евреи — 20 838 человек (14,2 %),
- русские — 4163 человека (2,8 %),
- немцы — 1740 человек (1,2 %).

## Административное деление
В 1913 году в состав уезда входило 22 гмин: 
| - Блотница — д. Блотница, - Бялобржеги — пос. Бялобржеги, - Велиогура — д. Всоля, - Венява — д. Венява, - Вержбица — пос. Вержбица, - Волянов — пос. Волянов, - Гембаржев — д. Барлзице, - Гзовице — д. Гзовице, | - Едлинск — пос. Едлинск, - Закржев — д. Закржев, - Залесице — д. Сулишка, - Коваля — д. Коваля, - Козлов — д. Лесиов, - Кучки — д. Гозд, - Оронск — д. Оронск, | - Потворов — с. Потворов, - Пржитык — пос. Пржитык, - Радзанов — с. Радзанов, - Радом — г. Радом, - Рогов — пос. Ястржемб, - Скарышев — пос. Скарышев, - Стромец — д. Стромец. |